# Alstroemeria sellowiana
Alstroemeria sellowiana är en alströmeriaväxtart som beskrevs av Moritz August Seubert. Alstroemeria sellowiana ingår i släktet alströmerior, och familjen alströmeriaväxter. Inga underarter finns listade i Catalogue of Life.